# International Fellowship of Reconciliation
La International Fellowship of Reconciliation (Fraternidad Internacional de Reconciliación (IFOR por sus siglas en inglés)) es una organización no gubernamental fundada en 1914 como respuesta a los horrores de la guerra en Europa. La IFOR cuenta con 71 sucursales, grupos y organizaciones afiliadas en 48 países en todos los continentes. Los miembros de la IFOR promueven la no violencia, los derechos humanos y la reconciliación a través de acciones e iniciativas de educación pública, programas de capacitación y campañas. El Secretariado Internacional de la IFOR, localizado en Utrecht, Países Bajos, facilita la comunicación entre los miembros de la IFOR, vincula sucursales con recursos de desarrollo de capacidades, brinda capacitación en no violencia con perspectiva de género a través del Women Peacemakers Program (Programa Mujeres Pacificadoras) y ayuda a coordinar campañas internacionales, delegaciones y acciones urgentes. La IFOR tiene estatus ECOSOC en la Organización de las Naciones Unidas.

## Historia

### Orígenes en tiempos de guerra
El primer organismo que usó el nombre "Fellowship of Reconciliation" se formó como resultado de un pacto celebrado en agosto de 1914 al estallar la Primera Guerra Mundial por dos cristianos, Henry Hodgkin (un cuáquero inglés) y Friedrich Siegmund-Schultze (un luterano alemán), que participaban en una conferencia pacifista cristiana en Konstanz, al sur de Alemania (cerca de Suiza), donde se formó la Alianza Mundial para la Promoción de la Amistad Internacional a través de las Iglesias (World Alliance, WA). Según la mitología de la propia IFOR, en el andén de la estación de tren de Colonia, se juraron mutuamente que "Somos uno en Cristo y nunca podremos estar en guerra".
Tras llegar a su país de origen, Hodgkins invitó a algunos de sus amigos cuáqueros, y a menudo también socialistas, como Kees Boeke, a organizar una conferencia en Cambridge en 1915, en la que se estableció la "Fellowship of Reconciliation" (FOR Inglaterra). La sucursal alemana, Versöhnungsbund, fue fundada algo más tarde. Celebró su primera conferencia en 1932, pero en 1933, cuando Hitler llegó al poder, se disolvió. Schultze fue arrestado veintisiete veces durante la Primera Guerra Mundial y se vio obligado a vivir en el exilio durante el período nazi. FOR Alemania se restableció oficialmente en 1956 con el Dr. Siegmund Schultze como presidente. Poco después de la conferencia de Cambridge, en el otoño de 1915, Henry Hodgkin viajó a Estados Unidos y, el 11 y 12 de noviembre, se fundó la American Fellowship, durante una conferencia en Garden City, Long Island. Más de mil miembros se registraron en la American Fellowship antes y durante la guerra que, para los EE. UU., comenzó el 6 de abril de 1917. Asimismo, Cornelius Boeke realizó un viaje a Europa, donde estableció redes sociales internacionales para el trabajo de FOR. Debido a esto y a su trabajo en pro de la paz, Boeke fue deportado a su país de origen, los Países Bajos, por la corte nacional de Inglaterra.
Durante la guerra, la Fellowship of Reconciliation centró sus actividades principalmente en tratar de influir en la opinión pública, para ayudar a las víctimas de la guerra y a los prisioneros de guerra. En torno a 600 personas fueron a prisión en Inglaterra por ayudar a más de 16.000 presos durante la guerra. Cuando comenzó el servicio militar obligatorio en Gran Bretaña en 1916 y en los Estados Unidos, muchos miembros de FOR se hicieron objetores de conciencia. Muchos de los miembros de FOR fueron acusados de ser pro-alemanes debido a sus iniciativas por la paz y esto llevó incluso a que hubiera agresiones físicas contra los miembros de la FOR.

### Después de la Primera Guerra Mundial: fortalecimiento del movimiento internacional

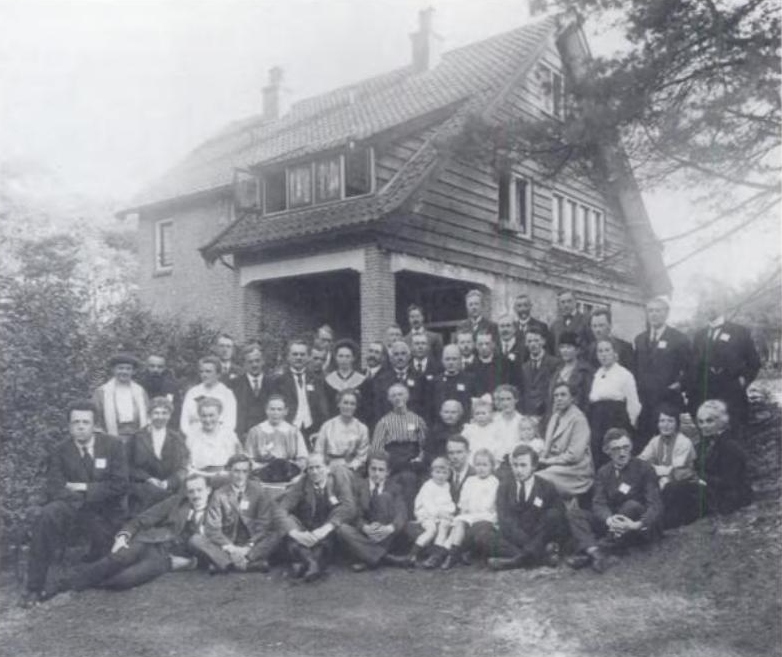
Primera reunión internacional de International Fellowship of Reconciliation en Bilthoven, Países Bajos, en 1919.

Después del final de la guerra, en 1919, los deportados Kees Boeke y Henry Hodgkin se reunieron en los Países Bajos, donde decidieron organizar la primera conferencia internacional, lo que llevó a la formación del Movement towards a Christian International (Christian international), que más tarde se convirtió en la International Fellowship of Reconciliaron. La conferencia se llevó a cabo en la casa de Boekes en la ciudad de Bilthoven donde se reunieron 50 pacifistas de diez países diferentes. Muchos de los pacifistas llegaron directamente a Bilthoven desde la conferencia de la Alianza Mundial organizada en La Haya el día anterior. En relación con el Movimiento por la Paz de la Alianza Mundial, los congresistas querían establecer una organización que tuviera su base más en el socialismo cristiano. A través de su trabajo querían oponerse a las ideas revolucionarias de la Internacional Comunista y ofrecer una solución mejor para la justicia social. En su primera declaración, los congresistas dijeron que querían seguir los ideales revolucionarios de Cristo para lograr una revolución cristiana basada en el amor y la no violencia.
El primer cuartel general de la internacional cristiana estuvo en los Países Bajos. Más tarde, en 1923, el cuartel general se trasladó a Inglaterra, a la vez que el nombre del movimiento se transformó en IFOR. Esta Fraternidad Internacional de Reconciliación se convirtió en una organización paraguas a la que las ramas nacionales de la Fraternidad de Reconciliación se afiliaban como miembros.
El primer secretario de IFOR fue el pacifista suizo Pierre Cérésole encarcelado varias veces por su testimonio de paz. Estableció el Servicio Civil (Servicio de Voluntariado Internacional para la Paz), organizando inicialmente campos de trabajo en áreas devastadas por la guerra, con voluntarios de antiguos países enemigos. Se llevaron a cabo actividades de socorro para las víctimas de la guerra, y conferencias y reuniones internacionales para difundir el trabajo por la paz a muchas otras partes del mundo. Inmediatamente después de Bilthoven, IFOR nombró secretarios itinerantes a John Nevin Sayre, André Trocmé, Muriel Lester, Henri Rose y Percy Bartlett. Viajaron llevando los mensajes de la Fraternidad por Europa, Escandinavia, Europa Central, Polonia, los Estados Bálticos y los Balcanes, realizando varias conferencias internacionales que tuvieron lugar entre las dos guerras mundiales. La primera reunió a 200 delegados de 20 naciones (incluidas India, Birmania y Ucrania) en Sonntagberg en Austria. Muchas otras siguieron y, en un momento histórico tan tenso, los miembros de IFOR debatían sobre la necesidad del desarme y de un nuevo papel de las iglesias, pidiendo a los clérigos que se opusieran firmemente a la idea de "guerras justas". En 1932, la IFOR encabezó una cruzada juvenil en toda Europa en apoyo de la Conferencia Mundial de Desarme de Ginebra. Protestantes y católicos de todas partes convergieron en Ginebra por varias vías, llegando a más de 50.000 personas y presentando a la Conferencia una petición llamando al desarme total entre las naciones.

### Embajadores de la Reconciliación
A fines de la década de 1930, dada la inestabilidad de la situación internacional, IFOR estableció Embajadas de Reconciliación que iniciaron esfuerzos en pro de la paz no solo en Europa sino también en Japón y China. "Embajadores de la Reconciliación", como George Lansbury, Muriel Lester y Anne Seesholtz, visitaron a muchos líderes mundiales, incluidos Adolf Hitler, Benito Mussolini, Léon Blum y Franklin D. Roosevelt. Muriel Lester, trabajadora social inglesa, se desempeñó como secretaria itinerante de IFOR en todo el mundo, ayudando a establecer su trabajo en muchos países. Conoció a Mahatma Gandhi, primero en Londres cuando, en 1931, pasó una temporada en Kingsley Hall, un centro comunitario con fines educativos, sociales y recreativos, regentado por ella y su hermana Doris, y luego en la India cuando ella fue con él a Bihar en su gira contra la intocabilidad durante 1934. Cuando estalló la Segunda Guerra Mundial, los viajes y las comunicaciones se volvieron casi imposibles. En muchos países, los miembros de IFOR sufrieron persecución por predicar públicamente el pacifismo. Los miembros de IFOR, especialmente en Estados Unidos, intentaron mediante la mediación entre iglesias encontrar formas de poner fin a la guerra, ayudar a los objetores de conciencia y lucharon contra el internamiento de estadounidenses de origen japonés. En Francia, los miembros de IFOR André y Magda Trocmé, con la ayuda de los aldeanos de Le Chambon-sur-Lignon, salvaron la vida de miles de judíos que escapaban del Holocausto. En Bélgica, la feminista Magda Yoors Peeters defiende a los refugiados judíos y a los objetores de conciencia.

### Apoyando a los movimientos no-violentos en todo el mundo
Después de la guerra, los secretarios itinerantes continuaron con su trabajo. Las sucursales y afiliadas de IFOR en América Latina, Asia, África y Oriente Medio también crecieron constantemente gracias al trabajo de Jean Goss y Hildegard Goss-Mayr de París y Viena, tres veces nominados al Premio Nobel de la Paz. El pacifista neozelandés Ormond Burton representó a la IFOR en su país. De tales labores surgió el Servicio Paz y Justicia (SERPAJ) en toda América Latina. El fundador de SERPAJ, Adolfo Pérez Esquivel de Argentina, recibió el Premio Nobel de la Paz en 1980. SERPAJ participó en la resistencia no-violenta frente a la dictadura militar de 16 años de Chile, que culminó en elecciones libres que restauraron la democracia. La experiencia de Hildegard Goss-Mayrs en no violencia activa contribuyó significativamente al derrocamiento del poder popular de la dictadura de Ferdinand Marcos en Filipinas en 1986, así como al crecimiento de los movimientos no-violentos en Asia y África. Los Goss-Mayrs, presidentes honorarios de IFOR, fueron fundamentales para la difusión global del movimiento de no violencia activa.

## Organizaciones parte de la IFOR
IFOR tiene 71 organizaciones que forman parte de la misma en 48 países en todos los continentes.

## Cómo funciona IFOR

### Década por una Cultura de No Violencia
Desde el inicio de la Década de las Naciones Unidas para una Cultura de Paz y No Violencia para los Niños del Mundo, en 2001, los miembros de IFOR han trabajado activamente en pro de la educación por la paz y de cara a establecer coaliciones nacionales para apoyar la Década.

### Educación y formación en no violencia
IFOR asiste a grupos e individuos en la búsqueda de formas para poder transformar los conflictos en interacciones positivas y orientadas al crecimiento que involucren el diálogo y conduzcan a la reconciliación. El Programa de Educación No Violenta tiene como objetivo apoyar la implementación sostenible de la educación en la no violencia, la educación para la paz y la prevención de la violencia en la educación preescolar y escolar obligatoria y, por consiguiente en la implementación de los Derechos del Niño tal y como aparecen previstos en la Convención sobre los Derechos del Niño. 
Esto lo llevan a cabo a través de  presentaciones y programas de capacitación, así como a través de la creación de recursos y del contacto con capacitadores y expertos.

### Empoderamiento juvenil
Gracias al Youth Working Group (Grupo de Trabajo de Jóvenes), la IFOR brinda a los jóvenes las capacitaciones y oportunidades para convertirse en pacificadores activos. Esto se hace a través de capacitación en liderazgo y en no violencia, campañas y pasantías en sucursales y grupos de IFOR, o en el Secretariado Internacional.

### Cooperación interreligiosa
En ocasiones, la religión ha desempeñado un papel central en el fomento de conflictos, pero también puede ser una fuente de inspiración y liderazgo para la paz. IFOR patrocina delegaciones interreligiosas en áreas de conflicto y publica material sobre la no violencia desde diferentes tradiciones religiosas.

### Desarme
Desde su fundación, la IFOR se ha opuesto a la guerra y a los preparativos para la guerra. Los miembros de IFOR apoyan a los objetores de conciencia, hacen campaña por la prohibición de las minas terrestres y se oponen a las armas nucleares y todas las demás armas de destrucción masiva. Durante su reunión anual, con motivo del Día de Acción Global sobre el Gasto Militar, el 17 de abril de 2012los miembros europeos de diferentes ramas de la Fraternidad Internacional de Reconciliación emitieron la Declaración de Prali.
El Peace and Constitution Committee Working Group (Grupo de Trabajo del Comité de Paz y Constitución) promueve acciones para dar a conocer y concienciar sobre el artículo 9 de la Constitución de Japón que denuncia la guerra y las actividades de preparación para la guerra.

### Equidad de género
En 2006 IFOR adoptó una Política de Género en la que reconoce que siempre ha habido un elemento continuado de violencia contra las mujeres al que hay que enfrentarse, incluyendo tanto la violencia familiar en el ámbito privado hasta el conflicto armado en el ámbito público. La desigualdad en las relaciones de poder entre mujeres y hombres son una de las raíces de la violencia, los conflictos y la militarización, y en ese contexto las mujeres suelen sufrir graves abusos. La equidad de género implica que las mujeres y los hombres puedan contribuir y beneficiarse por igual de la consolidación de la paz, la resolución no violenta de conflictos y la reconciliación. Esta política de género reconoce que la igualdad de género es una parte integral de los valores fundamentales de la IFOR y es un valor espiritual central. La transformación de las relaciones de poder entre mujeres y hombres es un requisito previo para una cultura de paz y no violencia, y debe promoverse en toda la IFOR. El Women Peacemaker Program (Programa Mujeres Pacificadoras, WPP por sus siglas en inglés) es un programa de la IFOR que trabaja para asegurar el acceso de las mujeres a las negociaciones de paz y promueve la aplicación de la Política de Género de la IFOR.
El programa ha tenido mucho éxito, y se ha institucionalizado a finales de 2012.

## Representación internacional
La IFOR mantiene representantes permanentes en las Naciones Unidas (ONU) en Nueva York, Ginebra, Viena y París (UNESCO) que participan regularmente en conferencias y reuniones de los órganos de la ONU, brindando testimonio y experiencia desde diferentes perspectivas regionales, promoviendo alternativas no violentas en el campo de los derechos humanos, el desarrollo y el desarme. La IFOR tiene estatus de observadora y consultivo ante las Naciones Unidas, el Consejo Económico y Social de las Naciones Unidas (ECOSOC) y las organizaciones de la UNESCO.

## Presidentes
- Al Hassler
- Diana Francis (1988-1996)
- Marie-Pierre Bovy (1992-1996)
- Akadim Chikandamina (1996-2000)
- Virginia Barón (2000-2002)
- Jonathan Sisson (2002-2006)
- Jan Schacke (2006-2010)
- Hans Ulrich Gerber (2010-2014)
- Davorka Lovrekovic (2014-2018)
- Lotta Sjöström Becker (2018-presente)

## Premios Nobel de la Paz
Seis ganadores del Premio Nobel de la Paz han sido miembros de la IFOR:
- Jane Addams (1931)
- Emily Greene Balch (1946)
- Albert John Lutuli (1960)
- Martin Luther King (1964)
- Mairead Maguire (1976)
- Adolfo Pérez Esquivel (1980)